# Hemihyalea haxairei
Hemihyalea haxairei är en fjärilsart som beskrevs av De Toulgoët 1999. Hemihyalea haxairei ingår i släktet Hemihyalea och familjen björnspinnare. Inga underarter finns listade i Catalogue of Life.